# Cascades (Virginia)
Cascades es un lugar designado por el censo situado en el condado de Loudoun, en el estado de Virginia  (Estados Unidos). Según el censo de 2010, tenía una población de 11 912 habitantes.

## Demografía
Según el censo de 2010, Cascades tenía una población en la que el 72,6 % eran blancos, el 6 % negros, el 0,2 % amerindios y nativos de Alaska, el 13,9 % asiáticos, el 0,1 % hawaianos y otros isleños del Pacífico, el 2,3 % de otra raza, y el 4,8 % de dos o más razas. El 8,3 % del total de la población eran hispanos o latinos de cualquier raza.